# Woiwodschap Pommeren

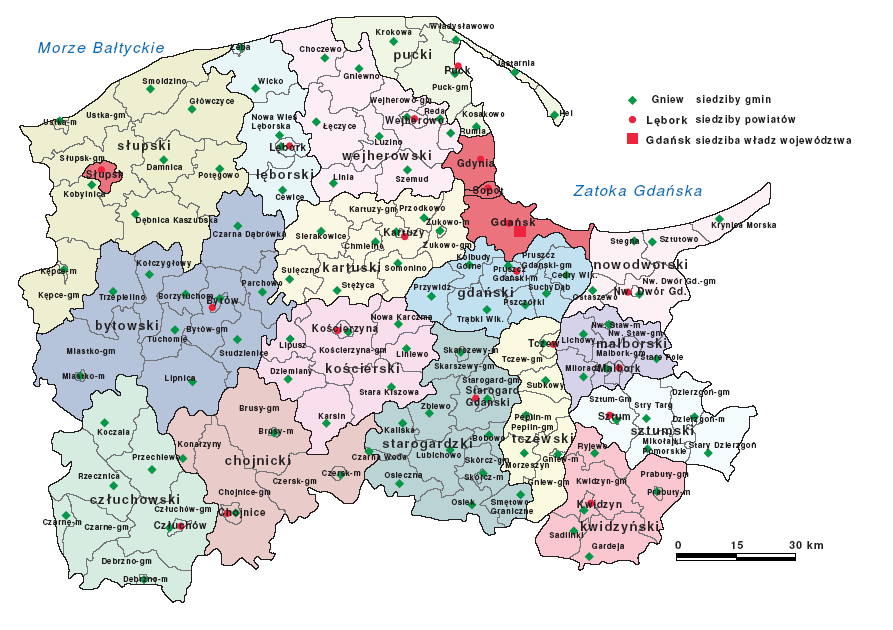
Powiats in Woiwodschap Pommeren

De woiwodschap Pommeren (Pools: Województwo pomorskie, uitspraak: [vɔjɛˈvut͡stfɔ pɔˈmɔrskʲɛ], ong. vojevoetstfo pommorskië) is een woiwodschap in Polen. De hoofdstad is Gdańsk.
Pommeren is een van de 16 woiwodschappen in de staat Polen. De woiwodschap is ontstaan na de landhervormingen in 1999 uit de woiwodschappen Gdańsk en Słupsk (Stolp) en uit enkele delen van Elbląg (Elbing) hiervoor. Het omvat de historische delen Pommerellen en ook delen van West-Pruisen en Oost-Pruisen.
Het aantal inwoners bedroeg in 2023 2.359.600. De oppervlakte bedraagt 18.310 km², ongeveer de helft van Nederland of België.

## Bevolking
Pommeren telt 2.315.611 inwoners op 31 december 2016. Daarvan wonen er 1.487 miljoen in steden en ruim 828 duizend op het platteland. In het jaar 2016 werden er 25.865 kinderen geboren, terwijl er 21.145 mensen stierven. Het geboortecijfer is het hoogst van alle woiwodschappen in Polen, namelijk 11,2‰. Het sterftecijfer is daarentegen een van de laagste en bedraagt 9,1‰. Net als elders in Polen is ook het geboortecijfer in Pommeren hoger op het platteland (12,2‰) dan in de steden (10,6‰). Het sterftecijfer is 9,9‰ in steden, terwijl het op het platteland een stuk lager is (7,8‰). De natuurlijke bevolkingsgroei is positief en bedraagt +2‰: +0,7‰ in steden en +4,4‰ op het platteland. De natuurlijke bevolkingsgroei is het hoogst van alle woiwodschappen in Polen, vooral op het platteland.

## Woiwoden (gouverneurs)
- 1999-2001: Tomasz Sowiński
- 2001-2004: Jan Ryszard Kurylczyk
- 2004-2007: Cezary Dąbrowski
- 2007-heden: Roman Zaborowski

## Grootste steden
(steden met meer dan 20.000 inwoners in 2005)
1. Gdańsk (Danzig) - 462.139
2. Gdynia (Gdingen) - 253.850
3. Słupsk (Stolp) - 98.757
4. Tczew (Dirschau) - 60.128
5. Starogard Gdański (Preußisch Stargard) - 48.328
6. Wejherowo (Neustadt) - 47.159
7. Rumia (Rahmel) - 44.126
8. Malbork (Mariënburg) - 40.135
9. Kwidzyn (Mariënwerder) - 40.008
10. Chojnice (Konitz) - 39.760
11. Sopot (Zoppot) - 39.620
12. Lębork (Lauenburg) - 35.146
13. Pruszcz Gdański (Praust) - 23.908
14. Kościerzyna (Berent) - 23.145

## Overige plaatsen
- Huta Kalna
- Lubiki
- Parpary
- Ustka